# El triunfo de la República
Le Triomphe de la République (en español, El triunfo de la República) es un conjunto monumental de bronce realizado por Jules Dalou, situado en el centro de la Plaza de la Nación a caballo entre los distritos XI y XII de París. 

## Historia

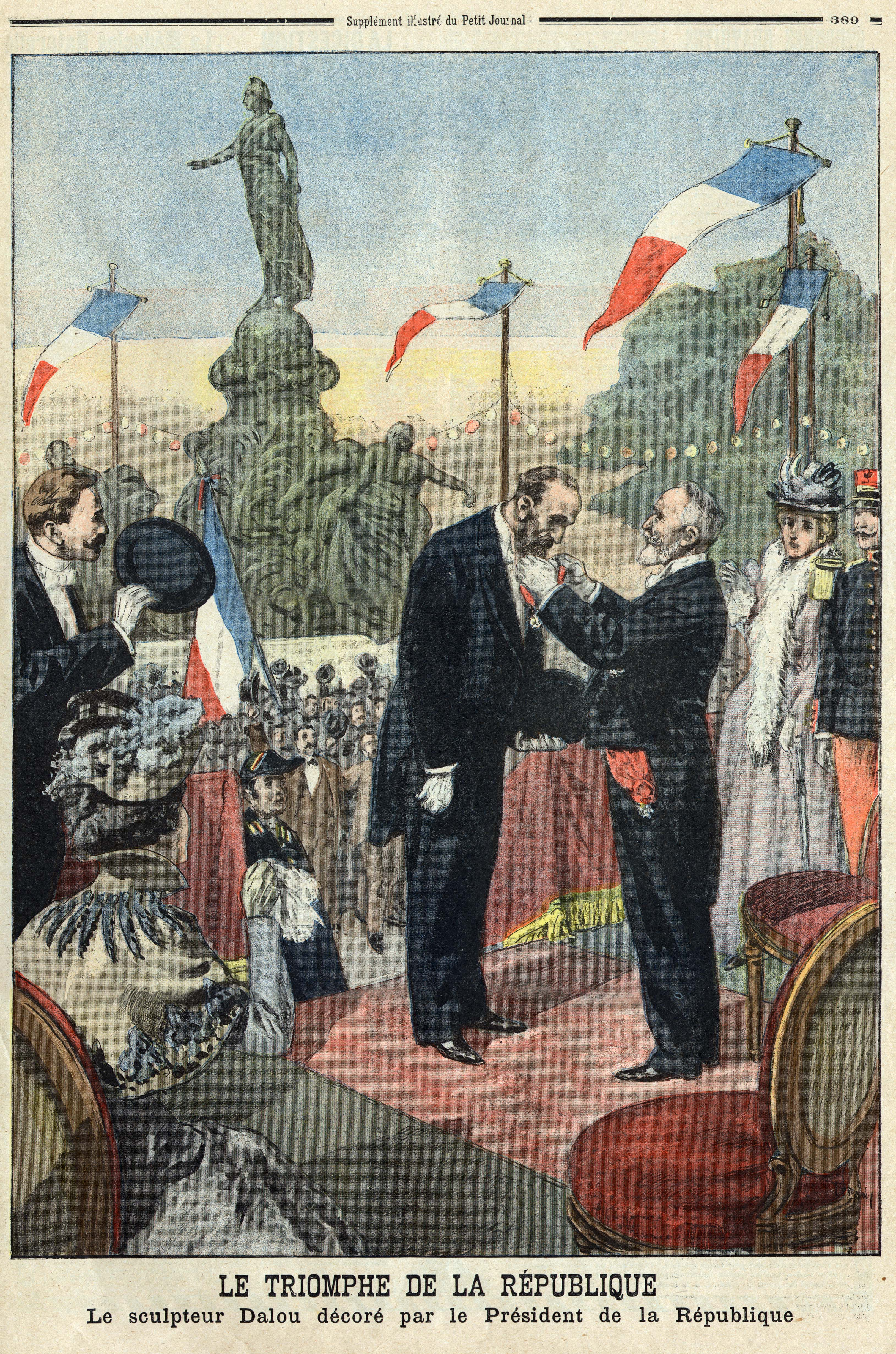
El escultor Jules Dalou condecorado por el presidente Émile Loubet (1899).

Para conmemorar la República Francesa, el municipio de París organizó un concurso para el diseño de un monumento en 1878. Los hermanos Leopold Morice, escultor, y François-Charles Morice, arquitecto, ganaron el concurso y su Monument à la République se implementa para adornar la Plaza de la República, que se completó en 1883. 

Sin embargo, el innovador y notorio proyecto de Jules Dalou, que quedó en segundo lugar, llamó la atención del jurado y de la ciudad de París, que encargó su instalación en bronce para el centro de la Place de la Nation. Dalou tardó veinte años en completar este trabajo colosal. Con motivo de las celebraciones del Centenario de la Revolución Francesa, el modelo a escala real del monumento de yeso pintado fue inaugurado el 21 de septiembre de 1889, durante una ceremonia presidida por Marie François Sadi Carnot. Dalou insistió en que el grupo se derritiera por el proceso a la cera perdida. Pero ante las dificultades de esta técnica aplicada a un monumento de este tamaño, la versión definitiva de bronce fue fundida en su mayoría por Thiébaut Frères, mediante el proceso de fundición en arena. Fue inaugurado diez años después, el 19 de noviembre de 1899, durante una ceremonia presidida por Émile Loubet. 

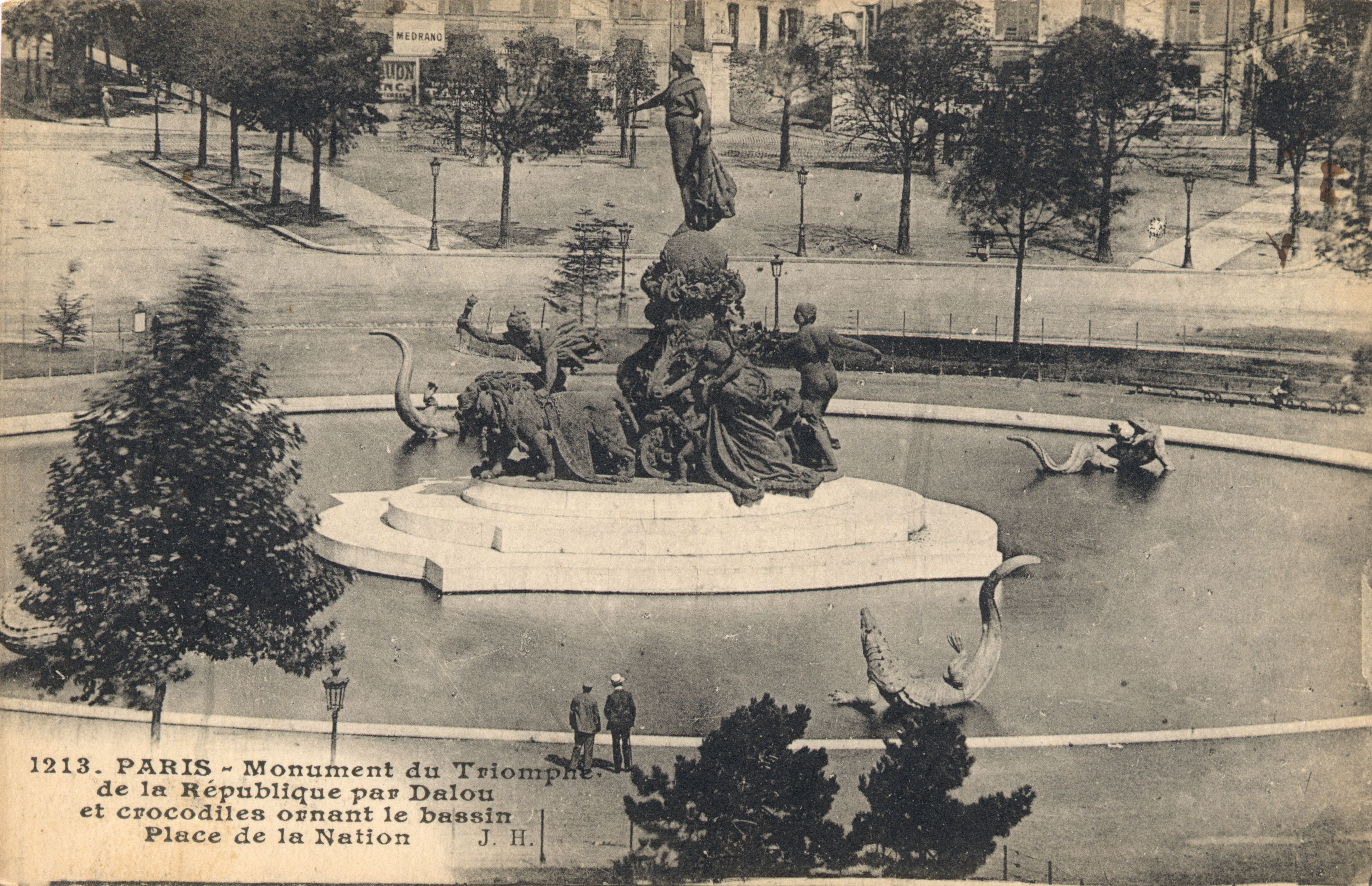
El monumento con el estanque y los monstruos marinos de Georges Gardet (alrededor de 1908).

En 1908, se instalaron los monstruos marinos en bronce, realizados por el escultor Georges Gardet, en el estanque del monumento. Estos animales, símbolos de las fuerzas de reacción impotente que escupen chorros de agua al grupo monumental, adoptan una idea que fue bosquejada y abandonada por Dalou. Estos elementos de bronce fueron eliminados bajo el régimen de Vichy para la recuperación de metales por las fuerzas de ocupación alemana. El estanque fue eliminado durante la década de 1960 cuando se construyó la primera línea de la Línea RER A que pasa por debajo de la Plaza de la Nación. 
Desde la desaparición de este estanque, el Triunfo de la República ha servido varias veces como marco para fotografías relacionadas con los movimientos populares, especialmente durante las manifestaciones de mayo del 68 o las Marchas Republicanas del 10 y 11 de enero de 2015.

## Descripción
De pie en un carro tirado por dos leones, símbolos de la fuerza popular, y liderado por el Genio de la Libertad que ilumina el camino de su antorcha, la República está rodeada de alegorías del Trabajo (el herrero, un martillo en el hombro), de la Justicia (una mujer que sostiene un manto de armiño y la mano de la justicia), y la Paz (también llamada Abundancia, flores extendidas). 
La figura de la cumbre de la República (o Marianne ) sostiene unos fasces, atributo heredado de la República romana, y lleva el gorro frigio, símbolo republicano de la libertad. Bajo sus pies, el globo terrestre evoca el carácter universal del republicanismo. Los niños simbolizan Instrucción (llevando un libro y herramientas de oficios de construcción), Equidad (cargado con una balanza) y Riqueza (sosteniendo una cornucopia). El hecho de que Marianne está representada con uno de sus senos desnudos es una reminiscencia de La Libertad guiando al pueblo, obra de Delacroix de fama mundial que hace referencia a la Revolución de 1830. 

Las alegorías
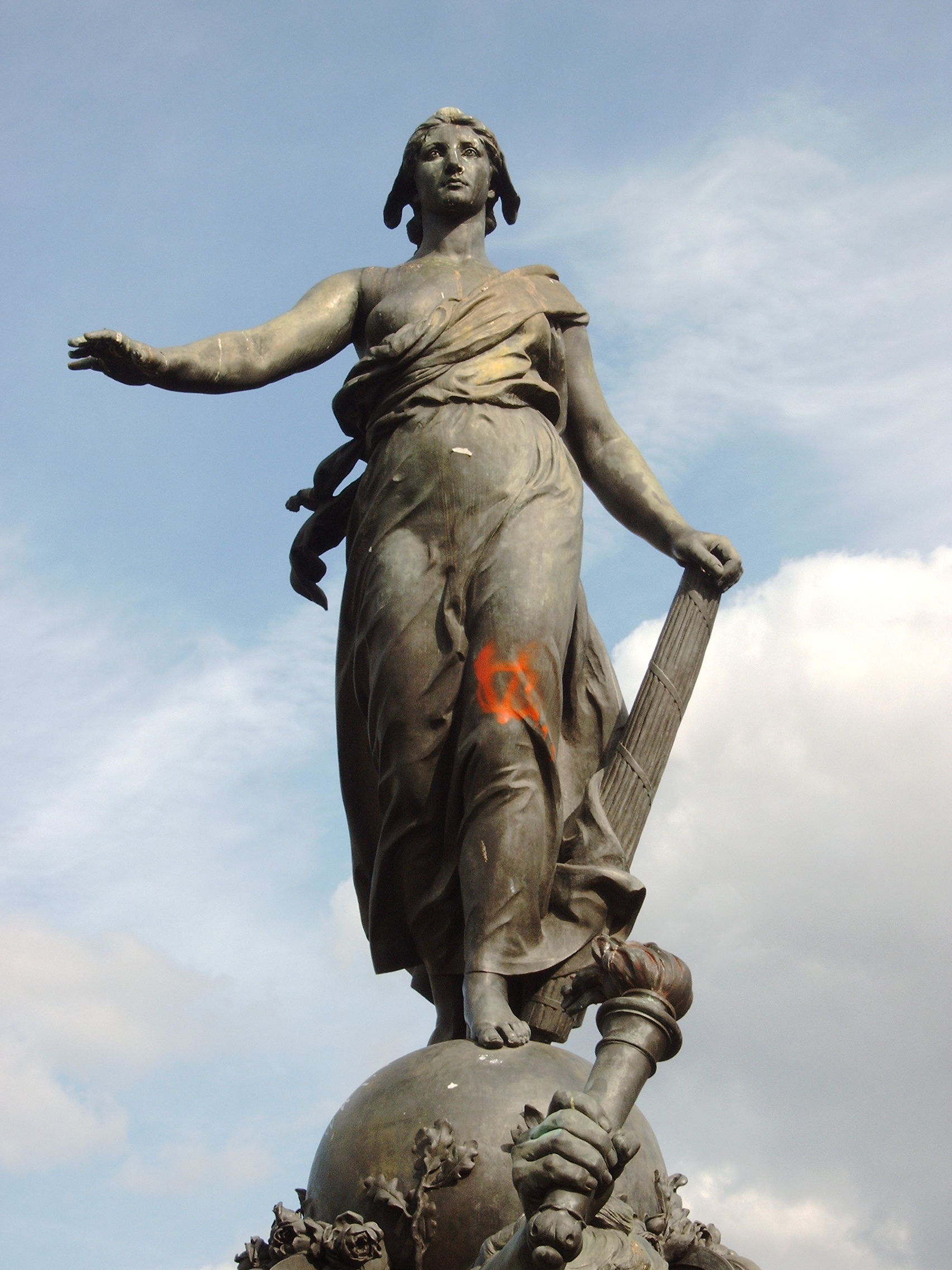
La República
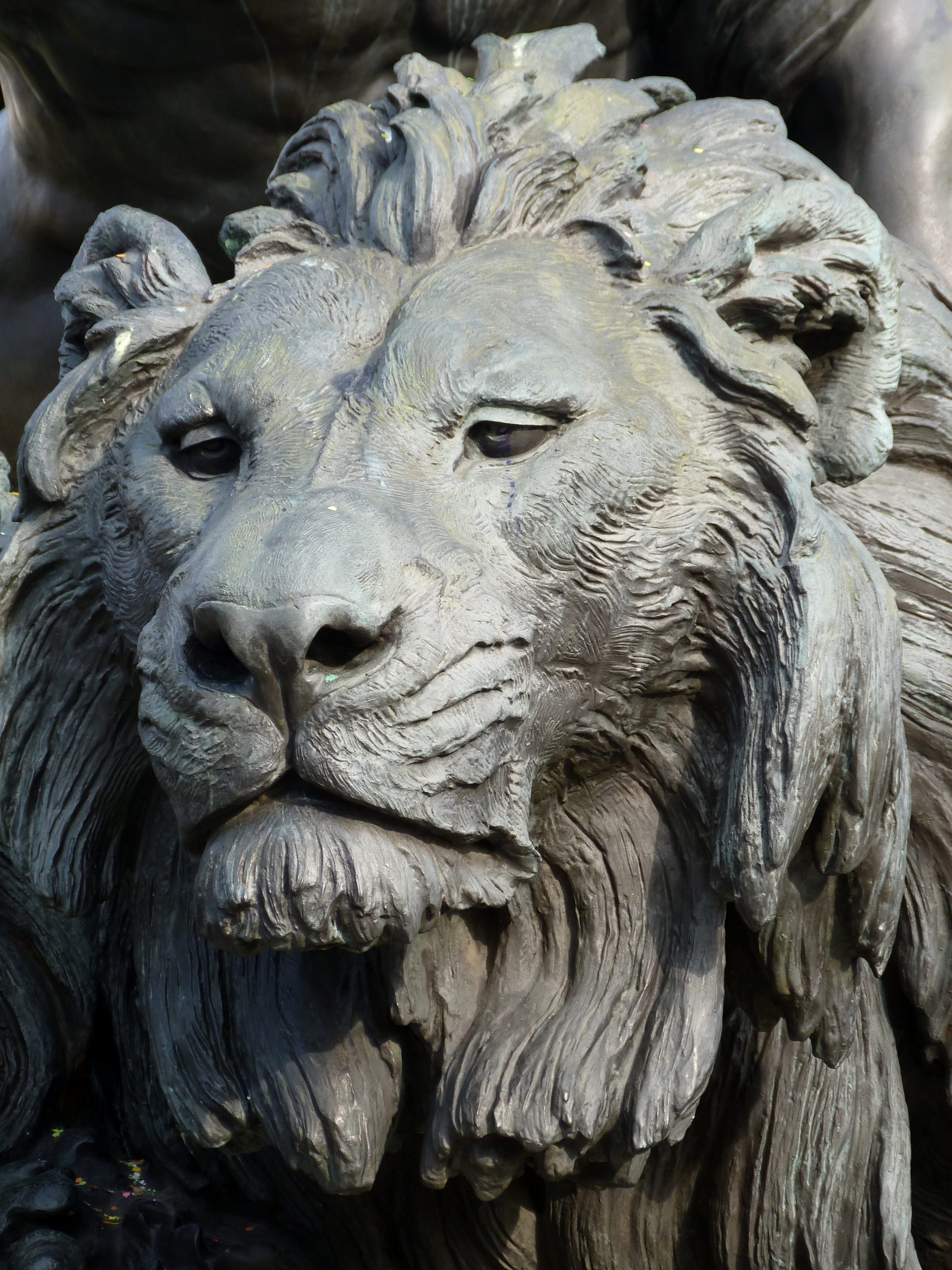
Detalle de uno de los leones que simboliza la fuerza popular
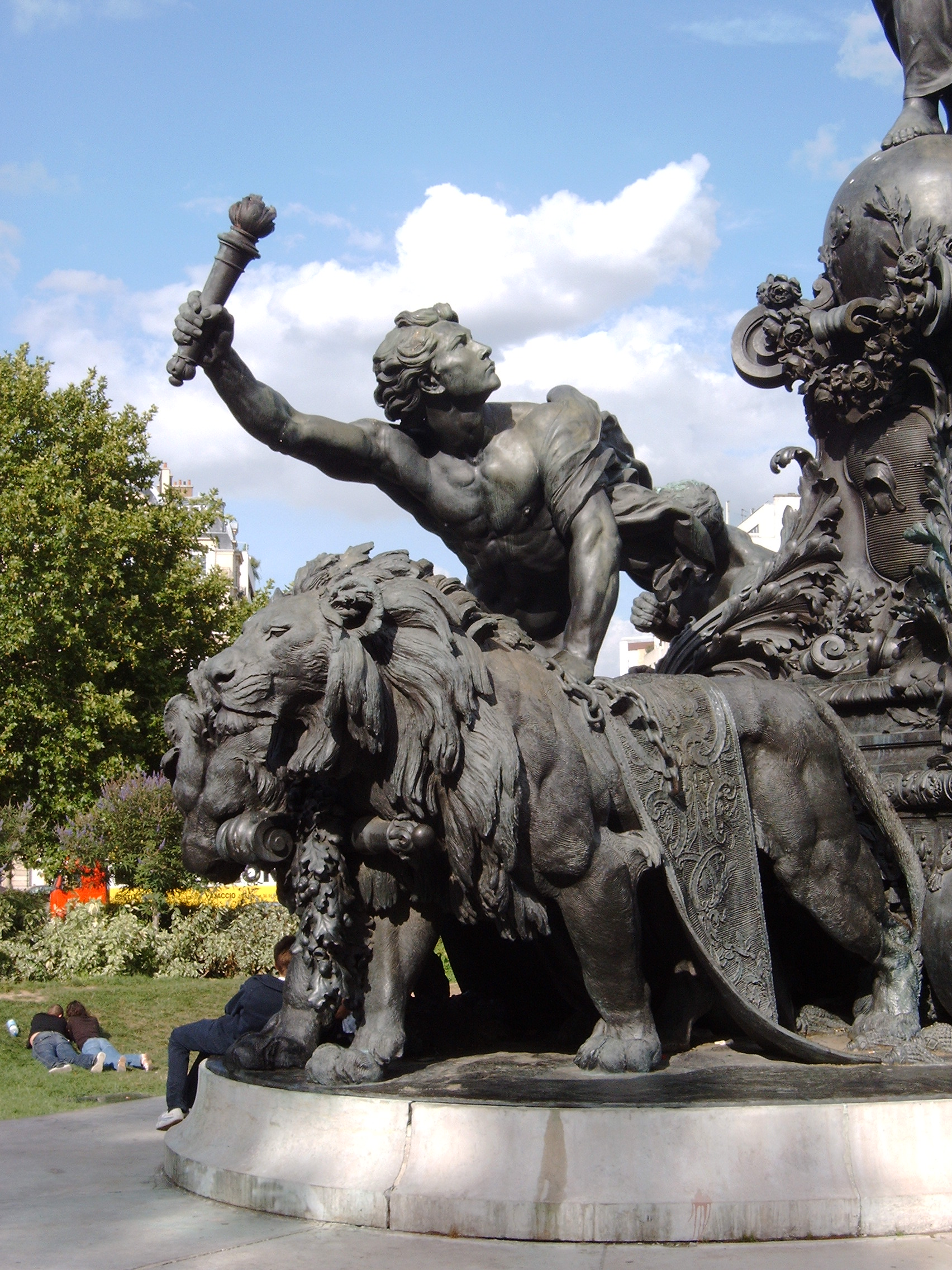
El genio de la libertad
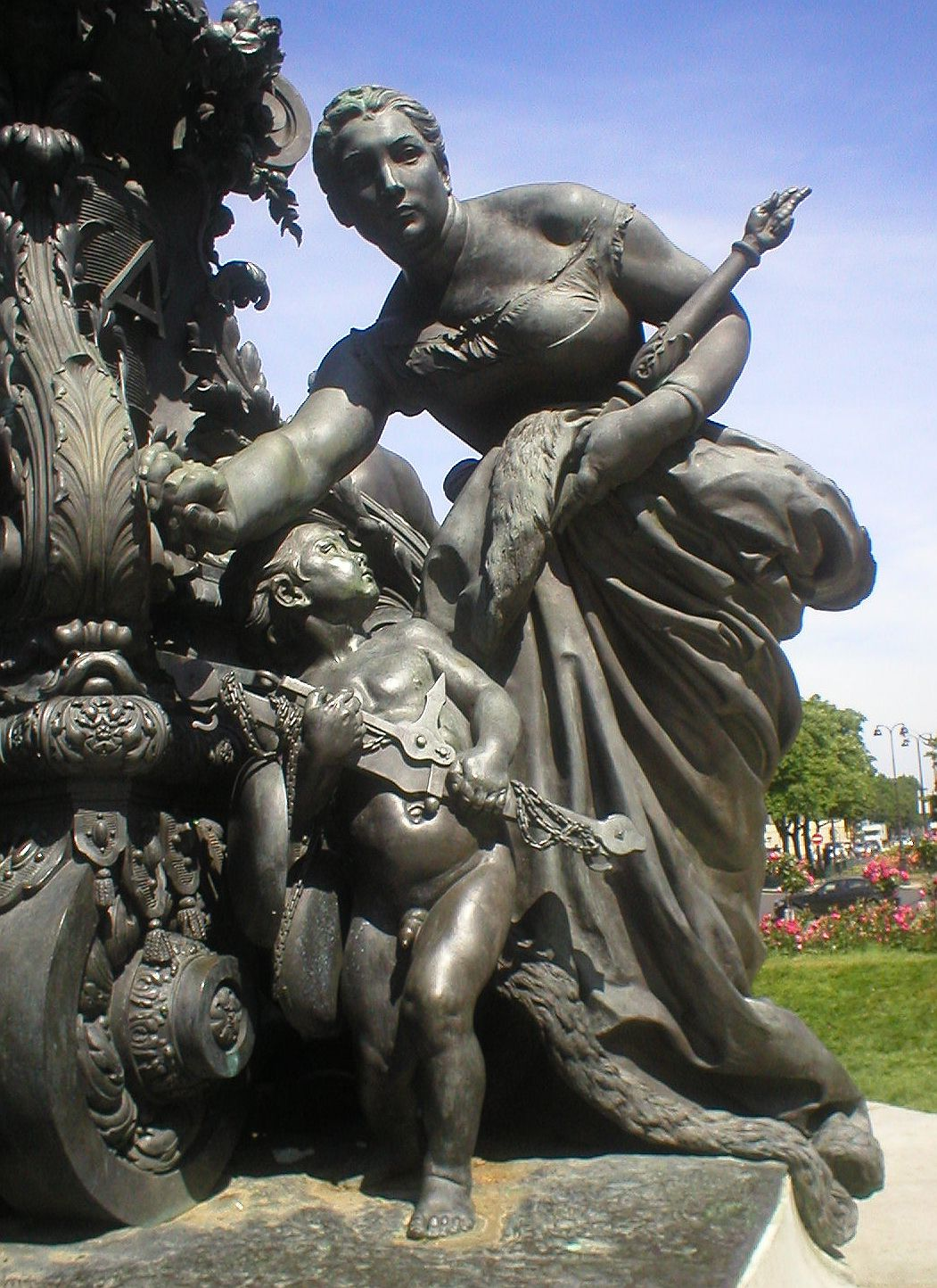
La justicia y la equidad
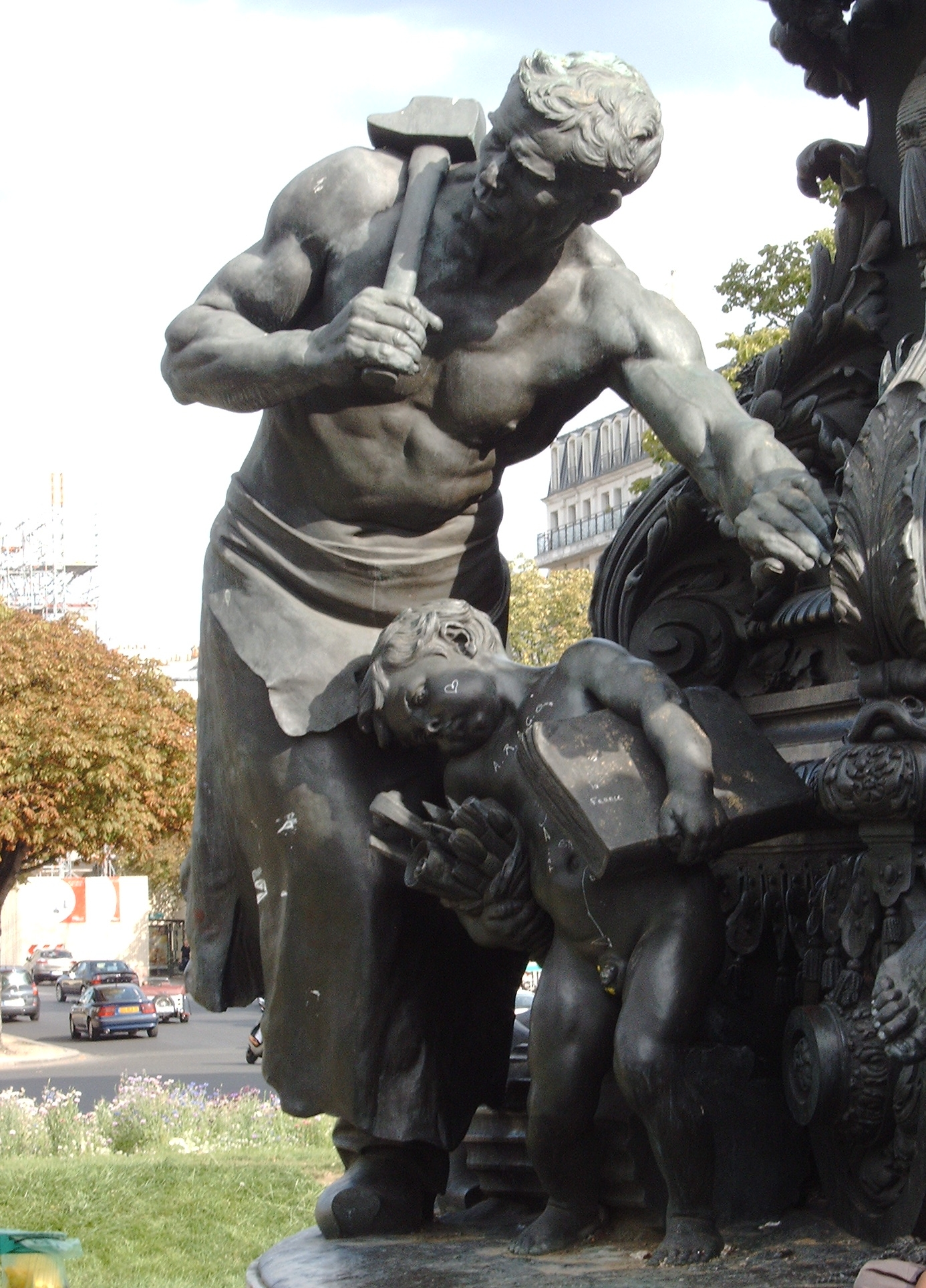
El trabajo
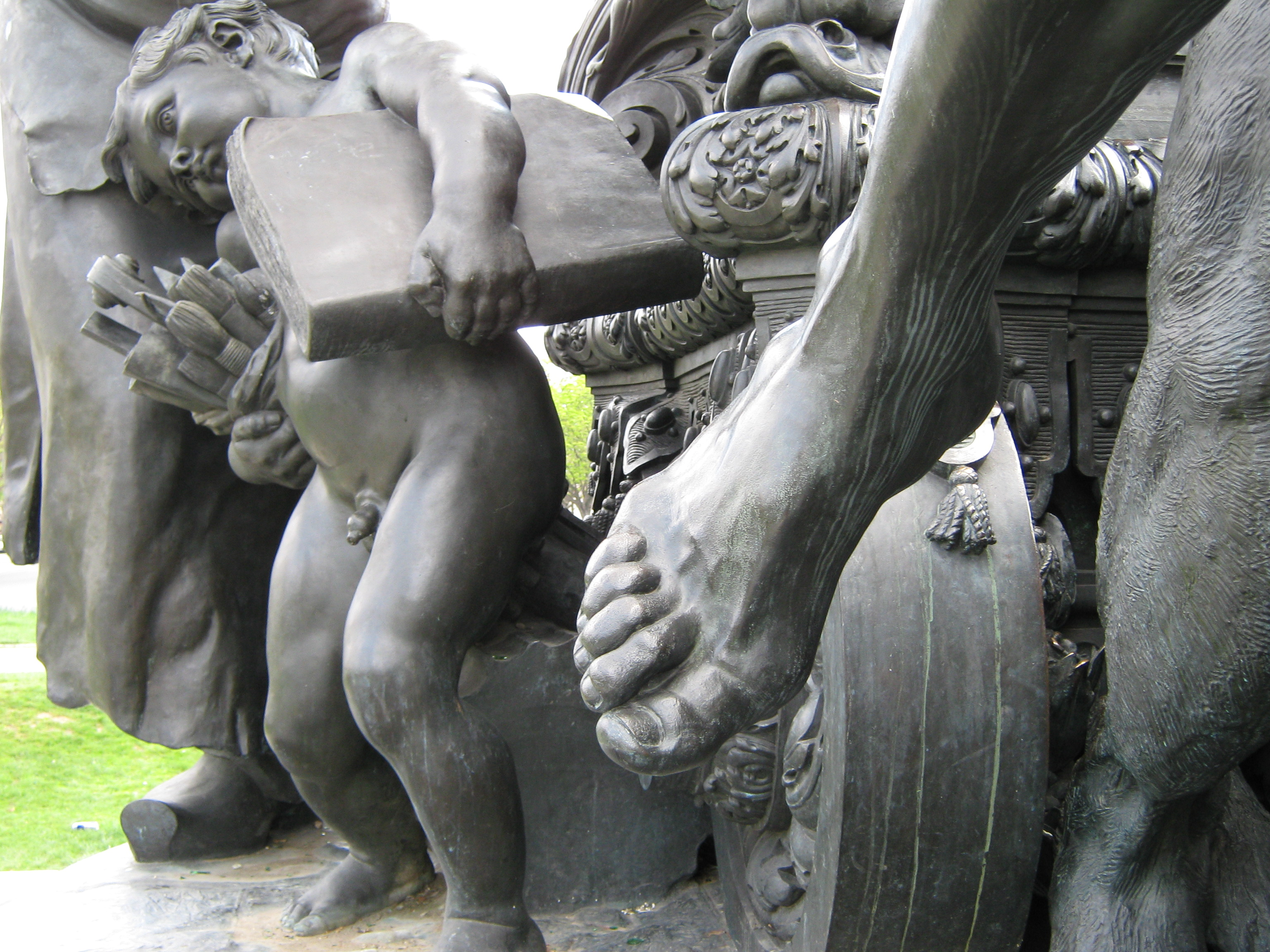
La instrucción
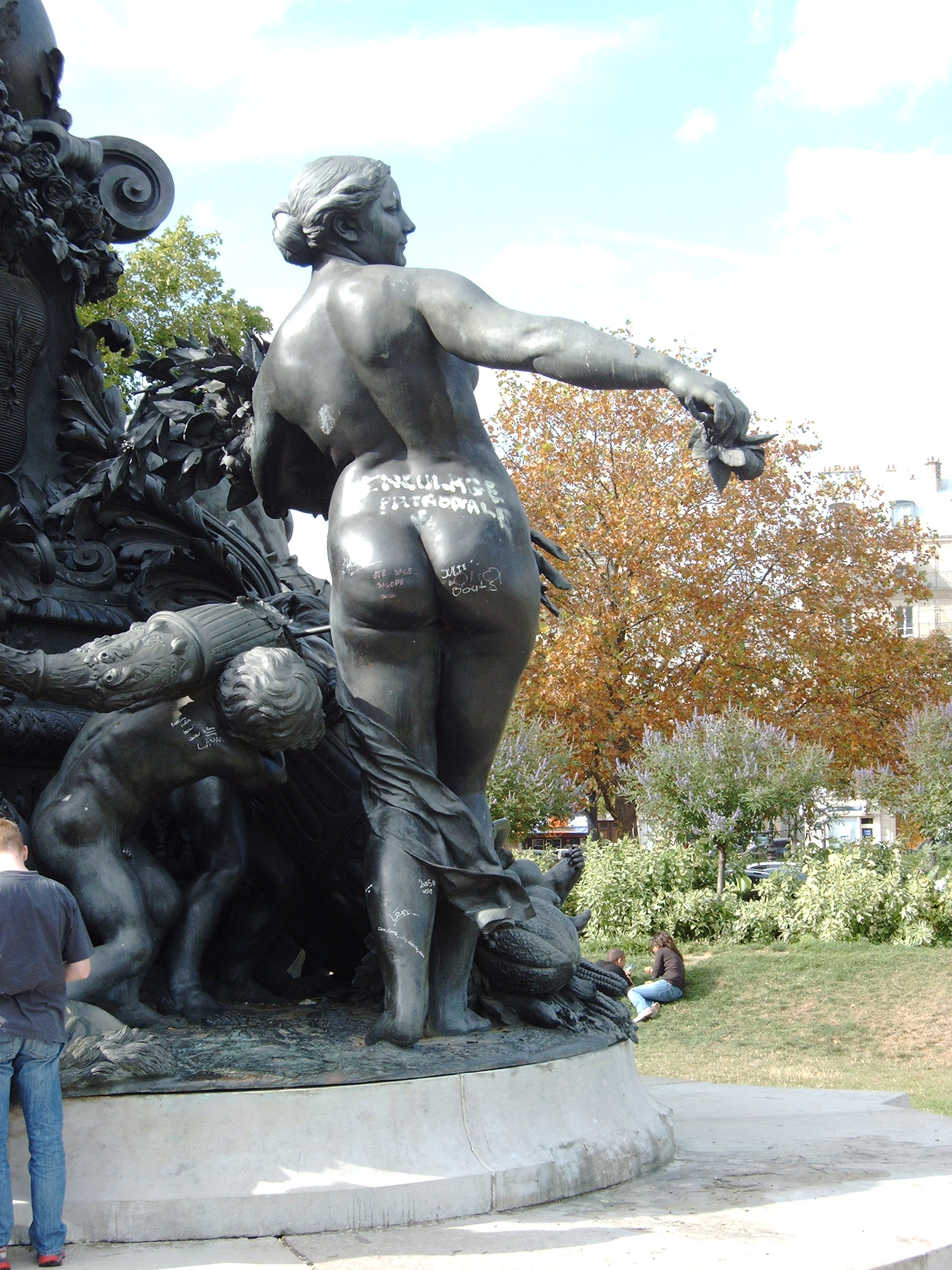
La abundancia
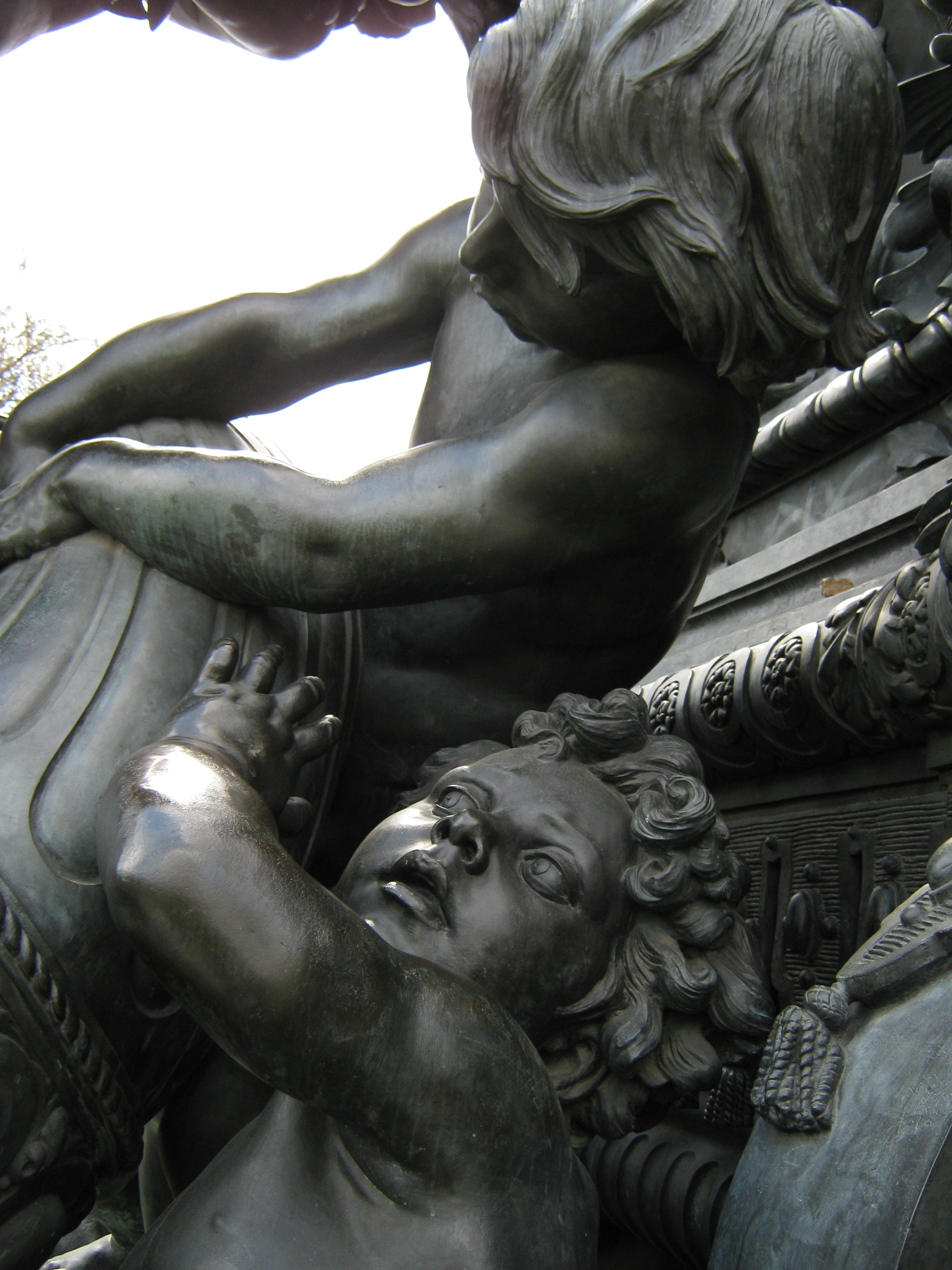
La riqueza
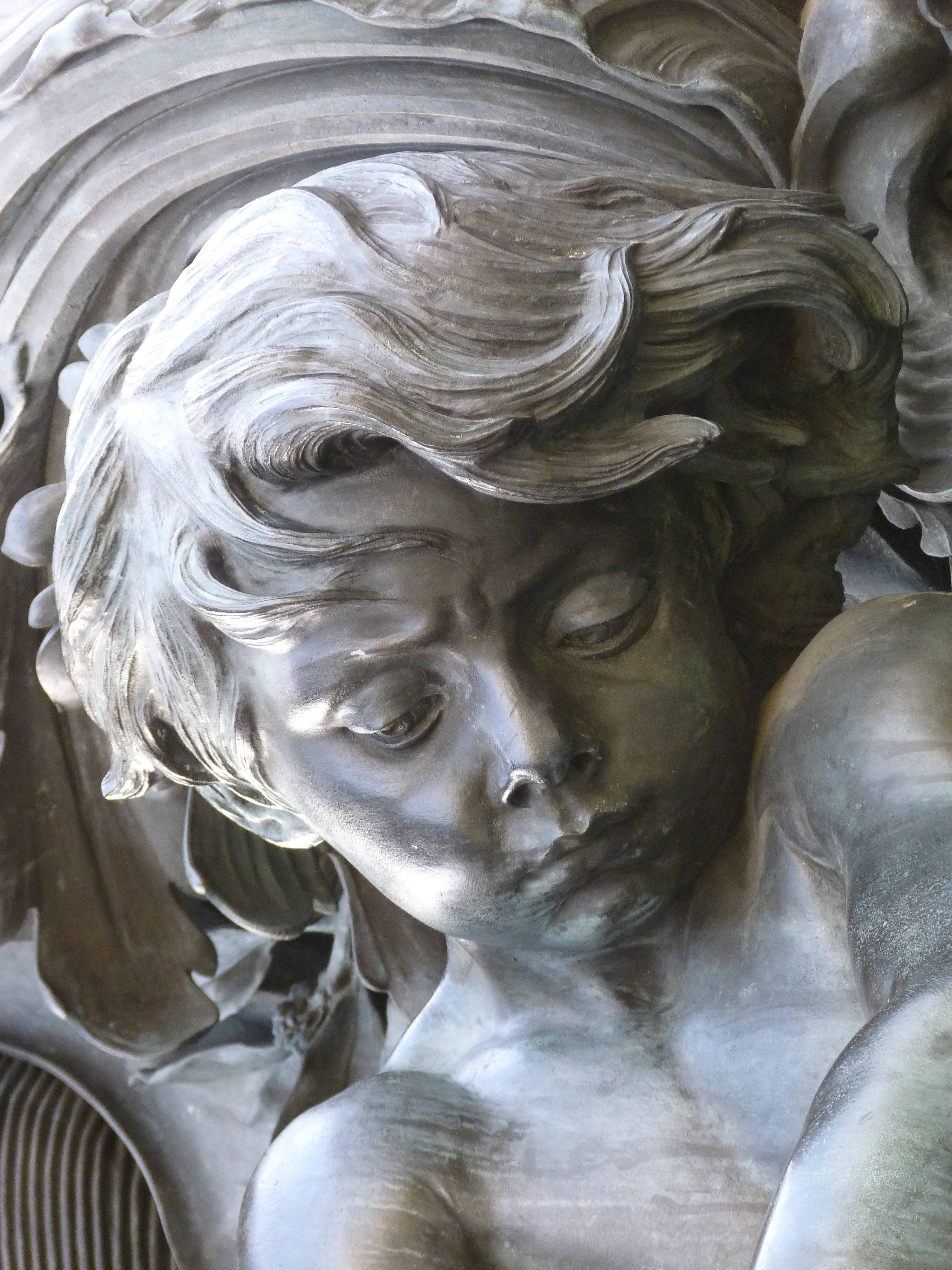
Detalle de uno de los putti de la riqueza